# Arc de Triomphe du Carrousel
Arc de Triomphe du Carrousel je vítězný oblouk z roku 1809 postavený Napoleonem. Je průchozí ze všech čtyř stran. Stojí v Paříži v 1. obvodu na place du Carrousel, západně od Louvru.

## Historie
Oblouk byl postaven k poctě Napoleonovy armády mezi lety 1807 a 1809 před Tuilerijským palácem, který shořel roku 1871. Oslavuje vítězství francouzské armády v bitvě u Slavkova a zobrazuje vojenské akce roku 1805 a ulmskou kapitulaci roku 1807. Jeho architekty byli Charles Percier a Pierre-François-Léonard Fontaine.

## Popis oblouku

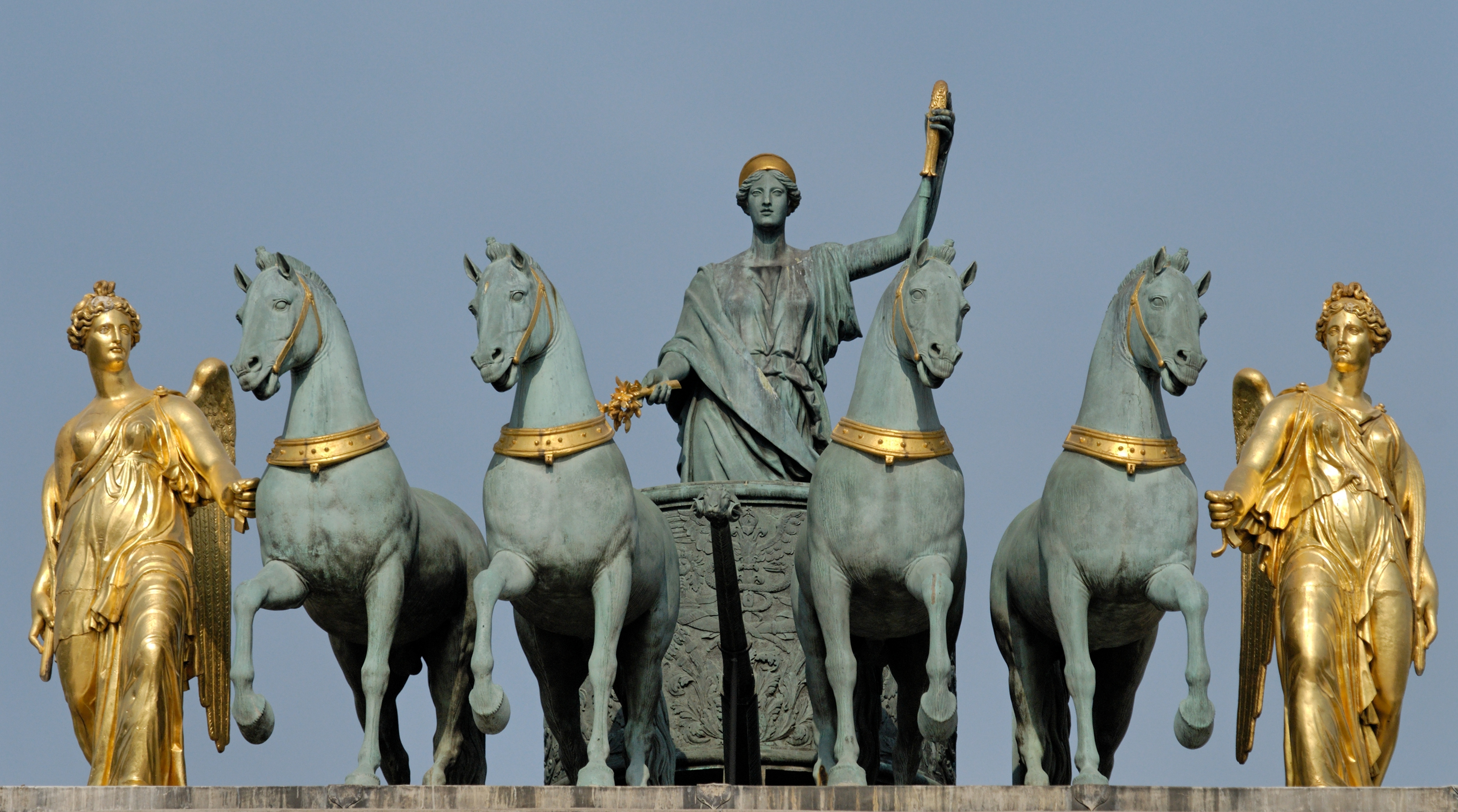
Kvadriga

Stavba má podobu římských vítězných oblouků. Náměty basreliéfů, zobrazující bitvy, vybral ředitel Napoleonova muzea (nyní umístěného v Louvru) Vivant Denon a navrhl je Charles Meynier.
Kvadriga Bronzových koňů Konstantina I. na vrcholu oblouku je kopií spřežení z baziliky sv. Marka v Benátkách, které armáda ukořistila v Itálii roku 1798, a které se roku 1815 vrátilo zpět do Benátek. Autorem kopie je François Joseph Bosio.